# Artyleria wsparcia
Artyleria wsparcia – artyleria, która pozostaje w podporządkowaniu wyższego dowódcy, wykonująca zadania ogniowe stawiane przez dowódcę wspieranego związku (oddziału) ogólnowojskowego. 
Artyleria drugich rzutów przydzielona do wsparcia działań bojowych związków (oddziałów) pierwszorzutowych jest w stosunku do nich również artylerią wsparcia.